# Joe Worsley
Pour les articles homonymes, voir Worsley.
Pas d'image ? Cliquez ici

a Compétitions nationales et continentales officielles uniquement.

b Matchs officiels uniquement.
Dernière mise à jour le 31 mai 2024.
Joseph Paul Richard Worsley dit Joe Worsley, né le 14 juin 1977 à Redbridge dans le Grand Londres, est un joueur de rugby à XV international anglais évoluant au poste de troisième ligne aile. Il joue toute sa carrière en club au sein de l'effectif des London Wasps, remportant quatre fois le Championnat d'Angleterre, et la Coupe d'Europe à deux reprises. Il représente l'équipe d'Angleterre de 1999 à 2011, jouant trois Coupes du monde, et remportant l'édition 2003

## Biographie

### Carrière de joueur
Il débute en 1995 avec les London Wasps avec des joueurs tels que Lawrence Dallaglio, Simon Shaw ou encore Alex King. Les Wasps terminent quatrième de la saison 1995-1996 et participent à la première coupe d'Europe de rugby à XV en 1996. Il devient champion d'Angleterre en 1997 puis finaliste de la coupe d'Angleterre en 1998, et remporte la même coupe d'Angleterre l'année suivante. 
Ces performances lui permettent d'intégrer l'équipe d'Angleterre entraînée par Clive Woodward pour la Coupe du monde 1999. Il dispute son premier match avec l'équipe d'Angleterre le 15 octobre 1999 contre les Tonga au stade de Twickenham en tant que troisième ligne aile aux côtés de Richard Hill et Lawrence Dallaglio. Il joue deux matchs lors de la compétition.
Il est retenu pour disputer sa deuxième Coupe du monde en 2003 en Australie. Il joue trois matchs de la phase de poule, mais ne dispute pas les phases finales qui voient sont pays remporter le titre mondial.
Il dispute son troisième mondial en 2007 en France. Il est titulaire lors de deux matchs de poule, avant d'être aligné sur le banc lors des phases finales, voyant l'Angleterre terminer finaliste.
En 2009, il est sélectionné avec les Lions britanniques pour leur tournée en Afrique du Sud. Il dispute le troisième test de la série.
Il arrête sa carrière en 2011 à cause d'une blessure aux cervicales subie lors de la préparation à la Coupe du monde 2011.

### Carrière d'entraîneur
Le 16 mai 2012, Worsley accepte de rejoindre son ancien coéquipier Raphaël Ibañez à Bordeaux pour devenir entraîneur de la défense de l'Union Bordeaux Bègles à compter de la saison 2012-2013. Il continue sa mission lorsque Ibañez quitte son poste en 2017. Alors qu'il était en fin de contrat en juin 2018, il annonce le mercredi 2 mai 2018 avoir prolongé de deux saisons son contrat. À partir du 12 novembre 2018, il est manager de l'UBB à la suite du départ du manager Rory Teague et jusqu'à l'arrivée de Christophe Urios en juin 2019. Il quitte le club après cette première expérience de manager.
Le 18 novembre 2019, il rejoint le Castres olympique pour épauler l'encadrement en place et le manager Mauricio Reggiardo puis le manager Pierre-Henry Broncan en qualité d'entraîneur de la défense. En 2022, ils mènent le club en finale de Top 14 mais s'incline face à Montpellier. Joe Worsley quitte le club après cette saison 2021-2022.
Fin mai 2024, Joe Worsley s'engage avec le CA Brive en tant qu'entraineur adjoint de Pierre-Henry Broncan, chargé de la défense.
| Saison      | Club                  | Division | Poste   | Classement                 | Coupe d'Europe   | Challenge européen            |
| ----------- | --------------------- | -------- | ------- | -------------------------- | ---------------- | ----------------------------- |
| 2018 - 2019 | Union Bordeaux Bègles | Top 14   | Manager | 10e                        | -                | Éliminé en poule              |
| 2019 - 2020 | Castres olympique     | Top 14   | Défense | 10e (arrêt du championnat) | -                | Forfait en quart-de-finale    |
| 2020 - 2021 | Castres olympique     | Top 14   | Défense | 7e                         | -                | Éliminé en poule              |
| 2021 - 2022 | Castres olympique     | Top 14   | Défense | 1er, défaite en finale     | Éliminé en poule | Éliminé en huitième de finale |

## Statistiques

### En club
- 1995-2011 : London Wasps  Angleterre

### En équipe nationale
Il honore sa première cape internationale en équipe d'Angleterre le 15 octobre 1999 contre l'équipe des Tonga.
Équipe d'Angleterre
- 78 sélections en équipe d'Angleterre de 1999 à 2011.
- 50 points (10 essais)
- Sélections par année : 2 en 1999, 4 en 2000, 9 en 2001, 5 en 2002, 10 en 2003, 9 en 2004, 5 en 2005, 9 en 2006, 12 en 2007, 2 en 2008, 6 en 2009
- Tournois des Six Nations disputés : 2000, 2001, 2002, 2003, 2004, 2005, 2006, 2007, 2009
- Parcours en Coupe du monde : 2 sélections en 1999 (Tonga, Fidji), 3 sélections en 2003 (Afrique du Sud, Samoa, Uruguay), 5 sélections en 2007 (États-Unis, Samoa, Australie, France, Afrique du Sud)

Lions britanniques et irlandais
- 1 sélection
- sélection par année : 1 en 2009

## Palmarès

### En club
- Champion d'Angleterre en 2003, 2004, 2005 et 2008
- Vainqueur de la coupe d'Angleterre en 1999 et 2000
- Vainqueur de la coupe d'Europe en 2004 et 2007
- Vainqueur du challenge européen en 2003

### En équipe nationale
- Vainqueur de la Coupe du monde en 2003
- Finaliste de la Coupe du monde en 2007
- Vainqueur du Grand chelem en 2003
- Vainqueur du Tournoi des Six Nations en 2000 et 2001